# Sulec
Sulec je část obce Toužetín. Nachází se v okrese Louny, kraj Ústecký. V roce 2011 zde trvale žilo 57 obyvatel.

## Historie
Sulec byl založen roku 1797 knížetem Josefem Schwarzenbergem. Svůj název obec dostala na počest bavorského rodu Sulzů.

## Obyvatelstvo
|                                                                        | 1869 | 1880 | 1890 | 1900 | 1910 | 1921 | 1930 | 1950 | 1961 | 1970 | 1980 | 1991 | 2001 | 2011 |
| ---------------------------------------------------------------------- | ---- | ---- | ---- | ---- | ---- | ---- | ---- | ---- | ---- | ---- | ---- | ---- | ---- | ---- |
| Obyvatelé                                                              | 121  | 134  | 148  | 130  | 125  | 108  | 112  | 77   | 82   | 70   | 69   | 52   | 60   | 57   |
| Domy                                                                   | 22   | 22   | 23   | 24   | 23   | 24   | 29   | 29   | .    | 24   | 23   | 27   | 27   | 27   |
| Počet domů z roku 1961 je zahrnut v celkovém počtu domů obce Toužetín. |      |      |      |      |      |      |      |      |      |      |      |      |      |      |

## Doprava
Podél západního okraje Sulce prochází dálnice D7 z Prahy do Chomutova.

## Galerie

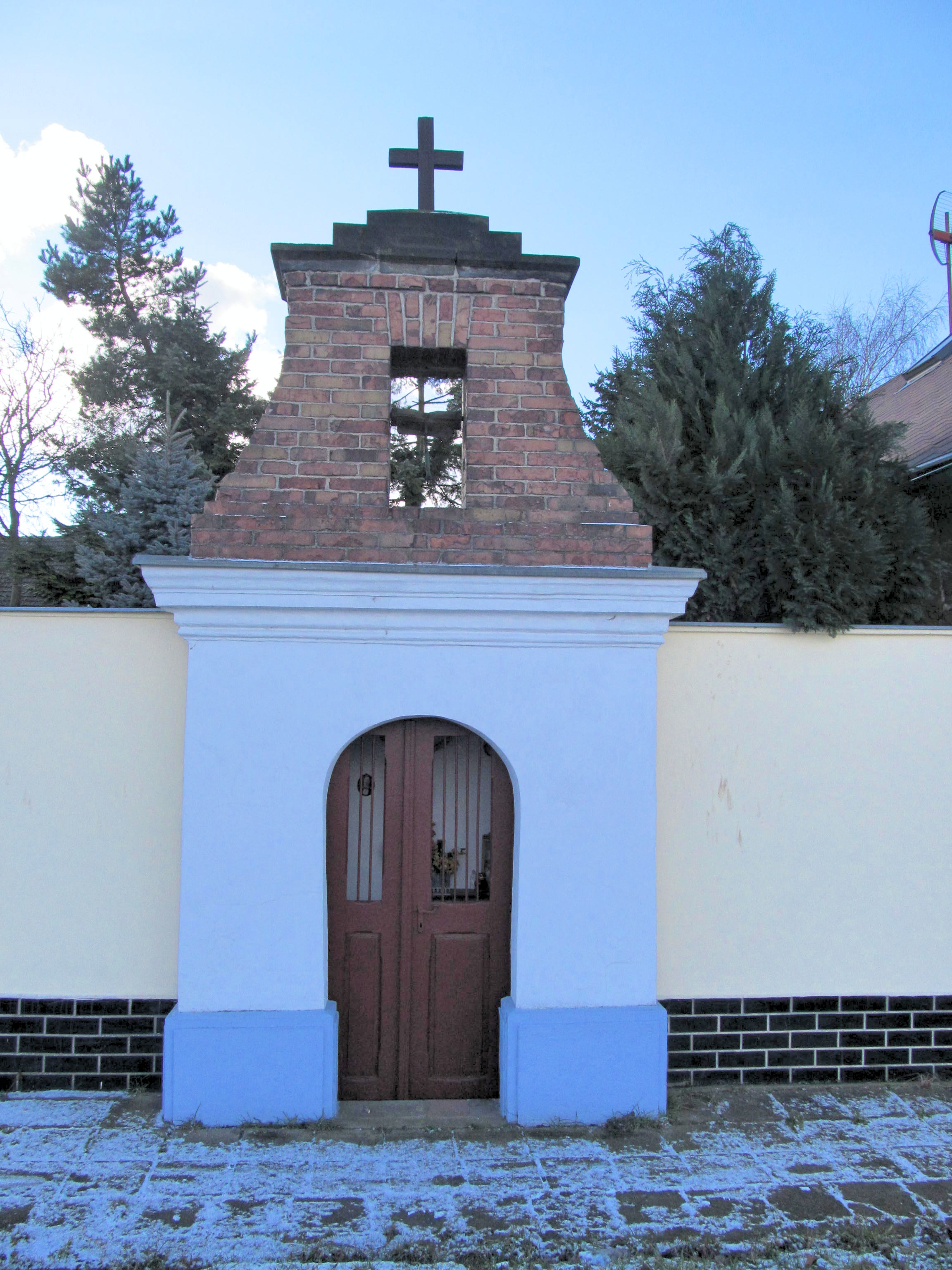
Zvonička
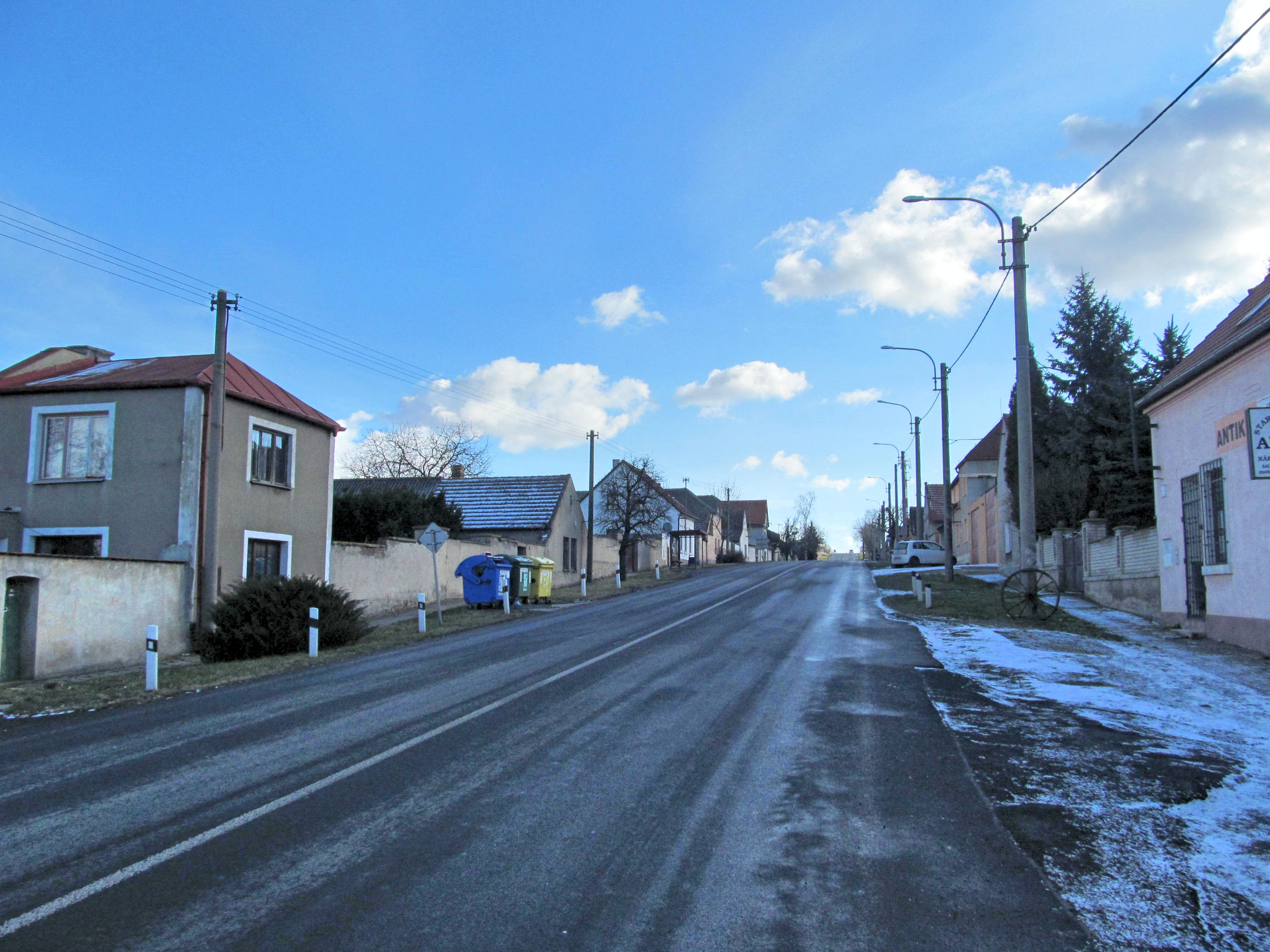
Silnice skrze Sulec
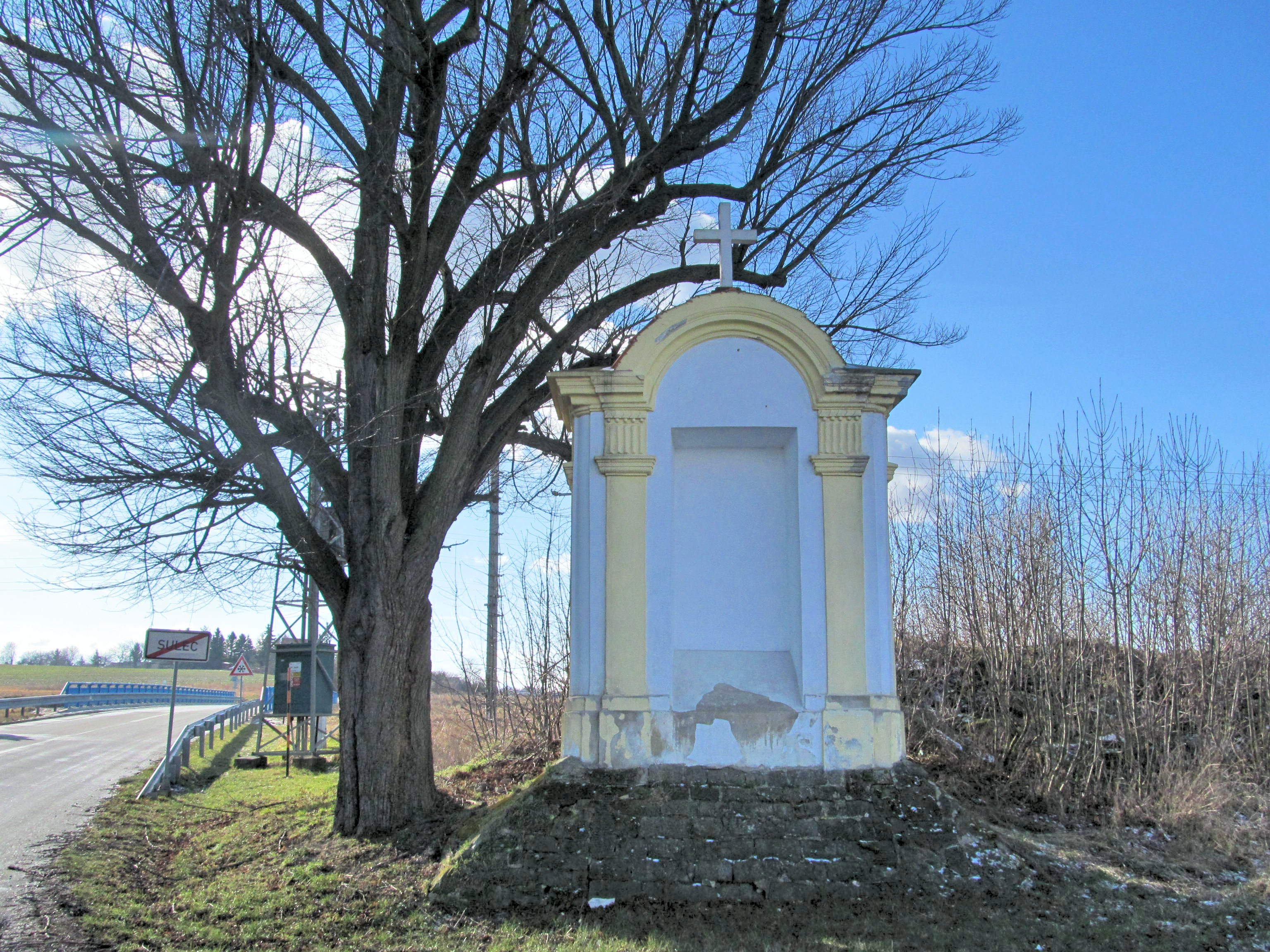
Kaplička za vsí
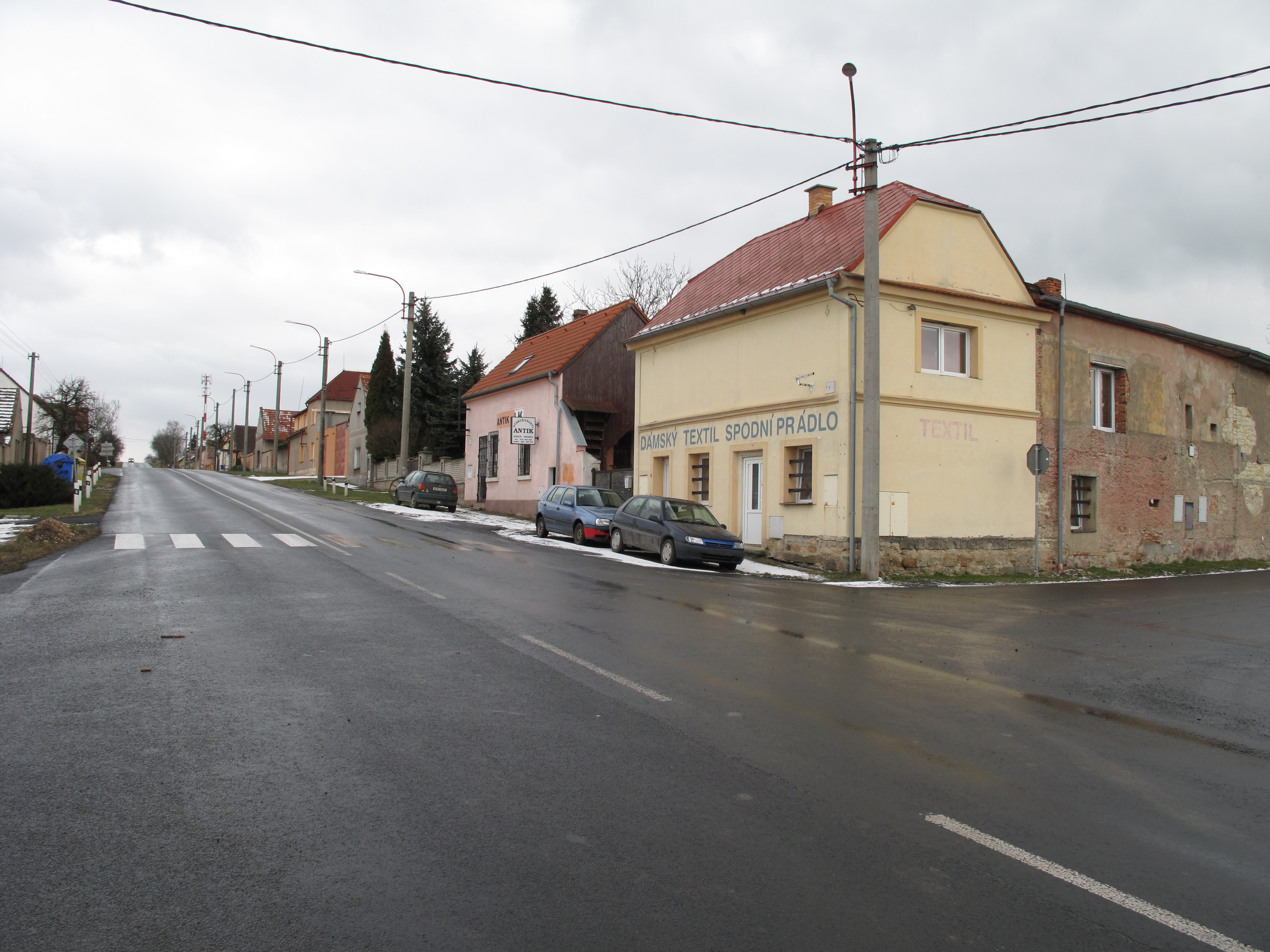
Dům na rohu